# Helmut Bantz
Helmut Bantz, (Speyer, 14 de setembro de 1921 - Pulheim, 4 de outubro de 2004) foi um ginasta alemão que competiu em provas de ginástica artística pela Alemanha Ocidental. 
A vontade do jovem, inicialmente, era a de tornar-se um jogador de futebol. Seu pai, no entanto, presidente da associação de ginástica de Speyer, o convenceu a tornar-se um ginasta. Preso pelo britânicos durante a Segunda Guerra Mundial, Helmut pôde treinar com a equipe britânica, no intuito de preparar-se para as Olimpíadas de Londres, da qual acabou não participando. Solto, retornou para a Alemanha, onde treinou para enfim estrear nos Jogos Olímpicos: competiu na edição de Helsinque. Dois anos mais tarde, conquistou suas primeiras medalhas internacionais, ao participar do Mundial de Roma, no qual saiu-se vice-campeão do salto e da barra fixa e medalhista de bronze das barras paralelas. No ano seguinte, arquivou medalhas na primeira edição do Campeonato Europeu: em Frankfurt saiu-se vencedor das barras paralelas e como o terceiro colocado na disputa geral individual, ao ser superado pelos soviéticos Boris Shakhlin e Albert Azaryan.
Em 1956, disputou sua segunda edição olímpica, os Jogos de Melbourne, na Austrália, nos quais conquistou o título na prova do salto sobre o cavalo. Após, Bantz competiu até o ano de 1960, quando foi subtituído, aos 39 anos, por outro ginasta, que disputaria os Jogos de Roma. Retirado da ginástica competitiva, tornou-se treinador, casou-se e teve três filhos - duas meninas e um menino. Com a saúde debilitada durante anos em decorrência de uma doença, faleceu em 4 de outubro de 2004, aos 83 anos de idade.